# ヘンドリック・ホルツィウス
ヘンドリック・ホルツィウス（Hendrik Goltzius, 1558年 - 1617年1月1日）は、オランダの版画家、素描家、画家。ユーリヒ公国のMillebrechtで生まれた。ホルツィウスはバロック初期のオランダのエングレービングの代表的作家で、輝かしい才能と革新的技術をもっていた。

## 生涯
ホルツィウスは数年間、父親の下でガラス彩色の勉強をした後、オランダから亡命していた版画家ディルク・コーンヘルトにビュランの技術を教わった。コールンヘルトはさほど実績もない人物で、ホルツィウスはすぐに師匠を追い抜いたが、師匠と弟子の立場は守り続けた。コールンヘルトの弟子であったアントウェルペンの、版画出版者のフィリップ・ハレに雇われ、ルクレティアの生涯を描いた連作版画を制作した。
21歳の時、ホルツィウスはいささか年のいった未亡人と結婚した。彼女の出資でホルツィウスはハールレムに店を構えた。しかし、妻との関係は良好とはいえず、ホルツィウスは健康を害するまでに至った。1590年、ホルツィウスは思い立ってドイツ経由でイタリアに旅行し、そこで見たミケランジェロの絵に強い衝撃を受けた。ハールレムに戻った時には健康も回復していて、それから死ぬまでその地で作品を作り続けた。

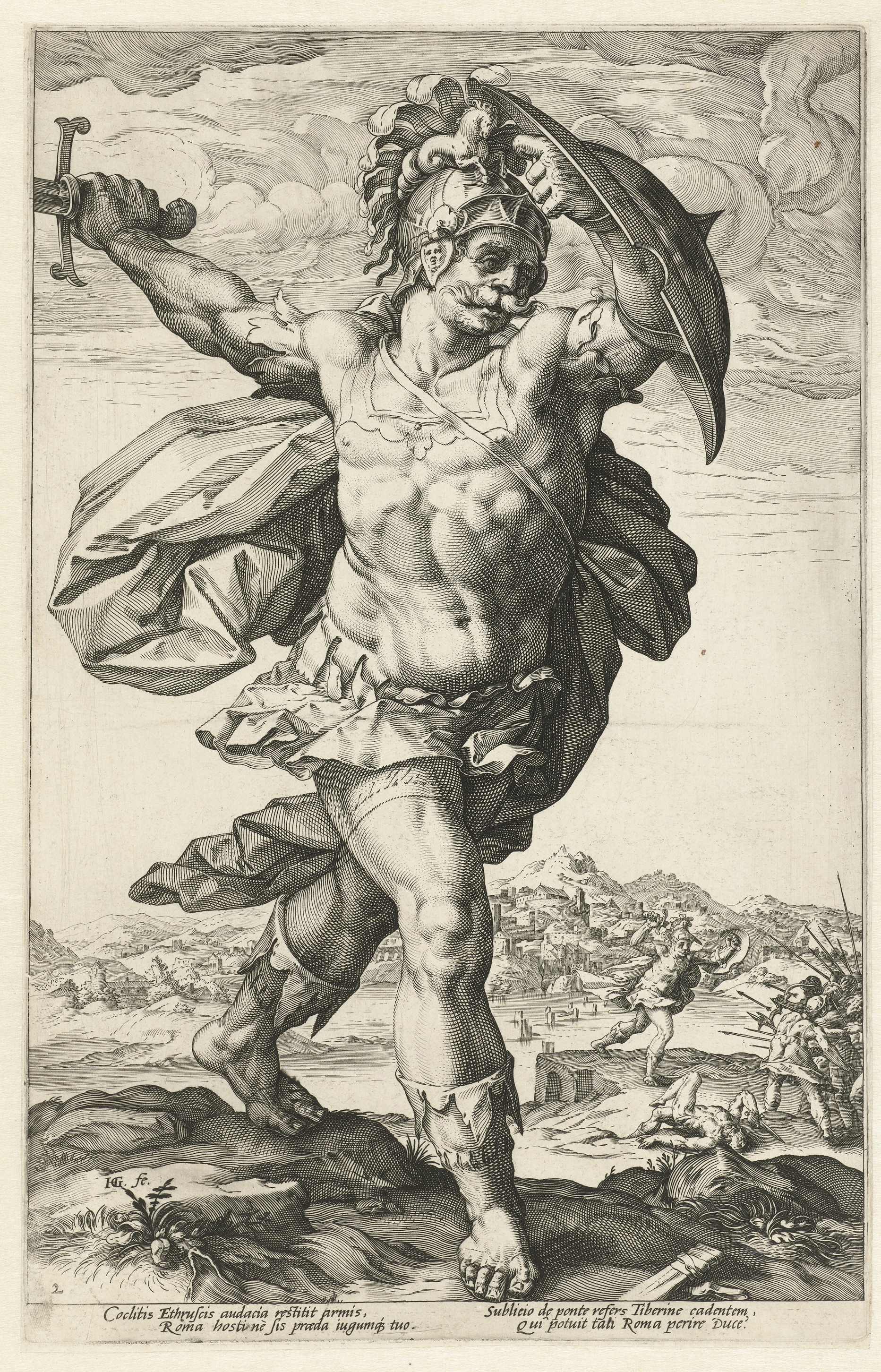
『ホラティウス・コクレス』（1586年）

## 評価
ホルツィウスのことを、彼が尊敬したミケランジェロの風変わりなイミテーションと断じる意見もあるようだが、ホルツィウスの肖像画（ほとんどがミニアチュールである）は、仕上がり具合からも人物の正しい把握からも、なかなかの出来で、その中でもとくに実物大の自画像はきわだっている。
ホルツィウスは「膨らんだ線」の使用に関してほとんど前例のないレヴェルに達している。遠景からの諧調効果を生むために、ビュランはより厚く、薄い線を描くよう扱われている。ホルツィウスは「点と菱形」の技法のパイオニアで、諧調の陰影をより精密にするために、点は格子模様によって作られた菱形の空間の中央に打たれていた。
ホルスタインはホルツィウス作の版画を388点としているが、彼がデザインを提供して他の版画家たちが製作したものは574点以上あると言っている。
ビュランの技術に関する限り、ホルツィウスはアルブレヒト・デューラーにひけを取らないのかも知れないが、それ以外の技術は、他のすぐれた版画家たちに及ばない。それでも、突飛さと過度の虚飾はそれを補って余りある。作品も美しく、自由奔放である。ホルツィウスはバルトロメウス・スプランヘルの描いた絵の版画化で（後には彼自身の作品で）名声を高めた。

『人類の堕落』（1616年）

ホルツィウスは42歳の時から絵を描きはじめ、そのいくつかはウィーンの帝国コレクションにあるものの、この分野ではとくに傑出したものは見あたらないように思える。キアロスクーロ版画も僅かながら作っている。

## 参照
- この記事にはアメリカ合衆国内で著作権が消滅した次の百科事典本文を含む: Chisholm, Hugh, ed. (1911). "Goltzius, Hendrik". Encyclopædia Britannica (英語). Vol. 12 (11th ed.). Cambridge University Press. p. 227.